# Michele Benedetti
Michele Benedetti (né le 17 octobre 1778 à Lorette et mort après 1828) est une basse d'opéra italien connu pour ses rôles dans des opéras de Rossini.

## Biographie
Michele Benedetti chante lors de la première mondiale de Calliroe (en) de Giuseppe Farinelli en 1808 et lors de la première italienne de La Vestale de Gaspare Spontini en 1811, les deux fois à Naples.
Il crée plusieurs rôles de Rossini à Naples : Elmiro dans Otello, Idraote dans Armida, le rôle-titre dans Mosè in Egitto, Ircano dans Ricciardo e Zoraide, Fenicio dans Ermione, Douglas dans La donna del lago ou Leucippo dans Zelmira.
Pour Donizetti il crée les rôles d'Atkins dans Alfredo il grande (1823) et du roi dans Gianni di Calais (en) (1828), et pour Bellini en 1826 le rôle de Clemente dans Bianca e Fernando.
Il chante aussi à Paris et Londres et apparaît lors de la création d'opéras de Mayr, de Pacini et de Mercadante.
Stendhal écrit une critique enthousiaste de son interprétation de Mosè.

## Sources
- (en) Cet article est partiellement ou en totalité issu de l’article de Wikipédia en anglais intitulé « Michele Benedetti (bass) » (voir la liste des auteurs).